# Parelmos
Parelmos (Weissia) is een geslacht van bladmossen uit de kleimosfamilie (Pottiaceae).

## Kenmerken
De lage, voornamelijk in de grond groeiende planten zijn ongeveer 0,2 tot 4 centimeter hoog en vormen geelgroene tot groene gazons, zijn rechtopstaand en eenvoudig of vertakt. De stengel heeft bijna altijd een centrale streng. De perichaetale bladeren en de bovenste stengelbladeren zijn gewoonlijk groter en geclusterd in een kuifvorm dan de bladeren in het onderste deel van de stengel. De bladeren zijn lancetvormig, rechtopstaand als ze vochtig zijn en naar achteren gebogen, gekruld als ze droog zijn. De bladranden zijn aan de bovenzijde geheel of gekruld en vaak gekruld. De sterke bladnerf komt meestal naar voren als een korte puntige punt. De bladcellen zijn rechthoekig, glad en transparant aan de bladbasis; in het bovenste deel van het blad zijn ze rond en sterk papillair.
De sporenkapsels op een seta (kapselsteel) is verhoogd of verzonken boven de bladeren, meestal eivormig, stegocarpisch (kapsel opent met een deksel) of cleistocarpisch. Het peristoom bestaat uit 16 korte tanden, maar kan ook geheel ontbreken.

## Verspreiding
Wereldwijd komen er ongeveer 100 tot 150 soorten voor.
In Nederland zijn de volgende soorten bekend:
- Weissia brachycarpa (gewoon vliesjesmos)
- Weissia controversa (gewoon parelmos)
- Weissia longifolia (kogeltjesmos)
- Weissia rostellata (dwergparelmos)
- Weissia rutilans (vlak parelmos)
- Weissia squarrosa (vertakt vliesjesmos)